# Тарсаки
Тарсаки́ (рос. Тарсаки) — присілок у складі Юкаменського району Удмуртії, Росія.
Населення — 25 осіб (2010; 39 в 2002).
Національний склад (2002):
- удмурти — 92 %